# Pier Luigi Nervi
Pier Luigi Nervi (Sondrio, 21 giugno 1891 – Roma, 9 gennaio 1979) è stato un ingegnere, imprenditore e architetto italiano, specializzato nell'edilizia civile.
Fu socio dell'Accademia nazionale delle scienze e autore di alcune grandi opere. Collaborò con architetti di fama internazionale, tra cui Le Corbusier e Louis Kahn.

## Biografia
Nato a Sondrio da genitori liguri, a causa del lavoro del padre (direttore postale) durante l'infanzia fu costretto a cambiare più volte residenza. Si iscrisse alla facoltà di ingegneria dell'Università di Bologna, conseguendo la laurea nel 1913. Subito dopo trovò lavoro nell'ufficio tecnico della Società per Costruzioni Cementizie a Bologna; qui si formò professionalmente, approfondendo i problemi di ogni tipo di struttura. Durante la prima guerra mondiale svolse servizio nel Genio militare. Nel 1923 fondò a Roma la sua prima impresa, la Società per costruzioni Ing. Nervi e Nebbiosi, che nel 1932 divenne Nervi e Bartoli. Nel 1924 sposò Irene Calosi, da cui ebbe quattro figli. Tre di loro lo affiancheranno nel lavoro, mentre il quarto, Carlo Nervi, sarà oncologo a Roma.
La prima struttura realizzata da lui, il Ponte sul fiume Cecina nel comune di Pomarance (PI) porta la data 1920. Nel 1925 realizzò la copertura in cemento armato con apertura mobile e la galleria del teatro Politeama Pratese di Prato. Il Teatro Augusteo di Napoli  fu realizzato tra il 1926 e il 1927, ma il primo lavoro a destare interesse a livello internazionale fu lo stadio "Berta" di Firenze Campo di Marte (successivamente noto come Stadio Artemio Franchi) con le particolari scale elicoidali e la famosa Torre Maratona, entrambi progettati con l'ingegnere Gioacchino Luigi Mellucci . Il concorso per l'opera si svolse nel 1930 e il suo progetto fu giudicato il migliore per la raffinatezza strutturale, per l'impatto delle strutture totalmente a vista e per l'attenzione al contenimento dei costi di costruzione.

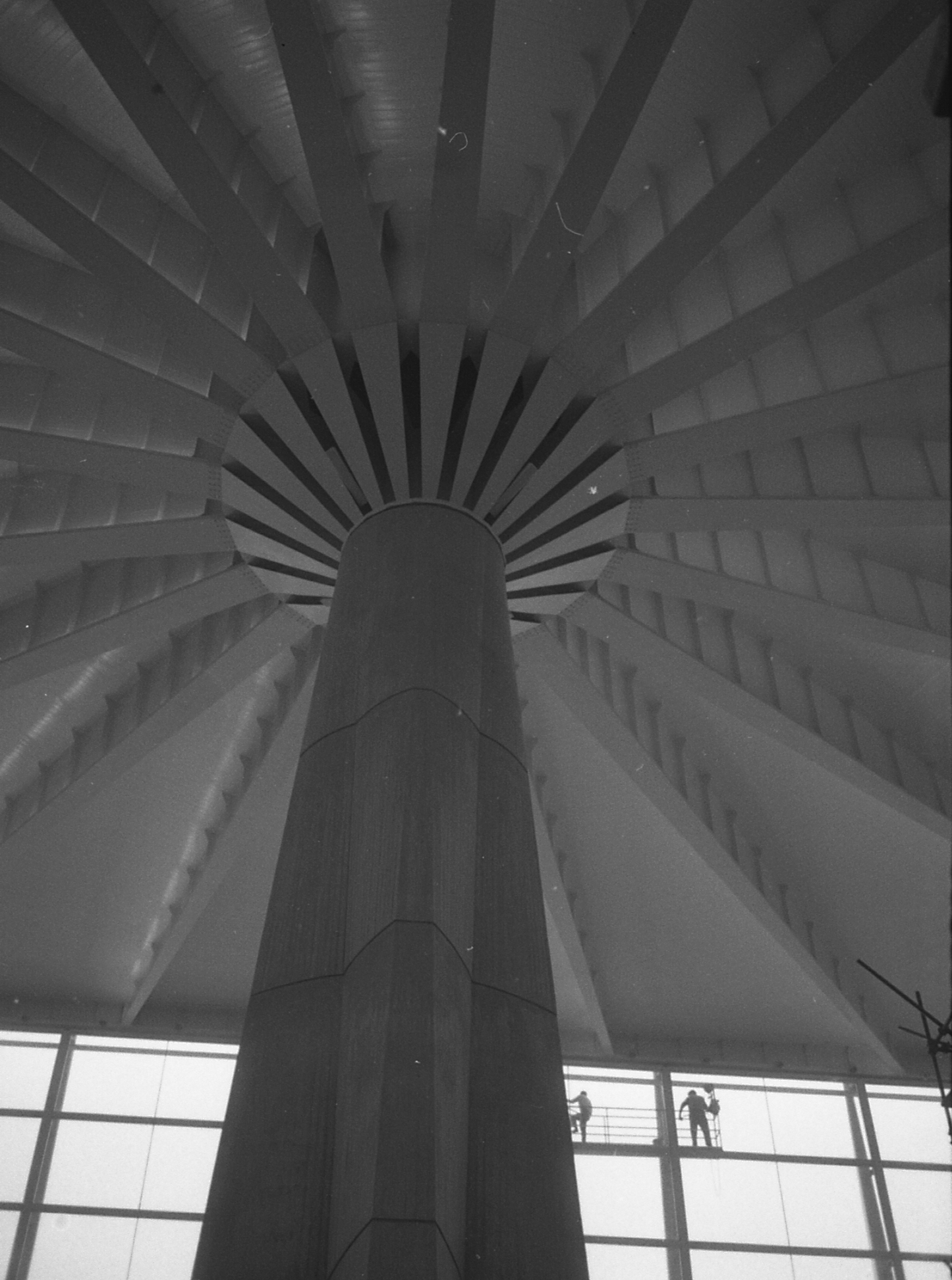
Interno del Palazzo del Lavoro per l'esposizione Italia '61 (Torino), fotografato da Paolo Monti.

Nervi continua la sua ricerca nello sviluppo delle costruzioni anche con progetti e studi di tipo programmatico. Così nel 1932 espone a Firenze lo studio per un albergo galleggiante progettato insieme all'architetto Rubens Magnani. L'albergo (non realizzato) dispone di 16 camere ed è pensato come luogo di soggiorno tipo da ancorarsi al largo in prossimità di città marine. Essendo studiato per gli abitanti di queste città che non abbiano la possibilità di assentarsi dal loro luogo di residenza per una villeggiatura, l'idea contiene anche un originale aspetto funzionale che ulteriormente pone in evidenza la multiforme ricerca di Nervi.
La stessa attenzione al controllo tecnico ed economico rese vincenti anche i progetti per aviorimesse, realizzati per conto della Regia Aeronautica italiana. Gli hangar generalmente erano costruiti in legno o metallo, ma all'epoca questi materiali erano preziosi e venivano destinati alla produzione bellica. Restano visibili i famosi "hangar in galleria" realizzati sull'isola di Pantelleria. Applicando innovative soluzioni nella progettazione delle ampie volte di copertura, caratterizzate da archi incrociati di cemento, tra il 1935 e il 1943 costruì due dei quattro hangar dell'idroscalo di Orbetello, i due dell'idroscalo di Marsala e i quattro dell'aeroporto di Castel Viscardo/Orvieto, impiegando l'avveniristica ed elegante struttura "geodetica". Tali realizzazioni consentivano di ridurre il numero dei punti di appoggio, aumentando considerevolmente le luci interne destinate ad ospitare gli aerei. Nulla resta delle costruzioni di Orvieto ed Orbetello, distrutte dai tedeschi in ritirata alla fine dell'ultimo conflitto; sono invece in buono stato di conservazione le aviorimesse coeve da lui costruite presso l'idroscalo di Marsala e sull'aeroporto di Pantelleria, in Sicilia.
Dopo una prima realizzazione con la tecnica tradizionale che prevedeva il getto di calcestruzzo su centine, in quelle successive sfruttò dei conci prefabbricati, collegati con getti di solidarizzazione nel corso della messa in opera, riducendo ancor di più i costi di costruzione. Da Orbetello partì un'importante spedizione di idrovolanti Savoia-Marchetti S.55 che, alla guida di Italo Balbo, attraversò l'Atlantico con scalo in Islanda. Del meraviglioso complesso resta solamente qualche muro malridotto, dopo le distruzioni della seconda guerra mondiale.
La produzione degli anni trenta e quaranta (stadio di Firenze, aviorimesse), con la sua chiarezza compositiva, impose all'attenzione del pubblico Nervi, che ben presto divenne il simbolo dell'evoluzionismo in architettura, il simbolo di un continuum tra il grande passato artistico dell'Italia e il presente. In questo senso la figura di Nervi fu utilizzata dal regime fascista per propagandare il "progresso" e proposta all'opinione pubblica come un idolo.
Sebbene figura particolare, Nervi era comunque legato al Razionalismo Italiano e nel dopoguerra assieme a Bruno Zevi, Luigi Piccinato, Mario Ridolfi e altri fu tra i fondatori nel 1945 a Roma dell'Associazione per l'Architettura organica.
Nel dopoguerra, la prima opera significativa fu il Salone per Torino Esposizioni, in cui sfruttò la nuova tecnologia del ferro-cemento per realizzare la grande volta a botte trasparente. Dal 1946 al 1961 insegnò alla facoltà di Architettura dell'Università Sapienza di Roma. Nel 1952 realizza una sala, che prenderà il suo nome, all'interno del Parco dell'Acquasanta a Chianciano Terme. Tra il 1953 e il 1958 si occupò della realizzazione della sede dell'UNESCO a Parigi e, con l'affermarsi della sua figura di progettista al di fuori dell'Italia, a questa fecero seguito numerosi incarichi internazionali. Nel 1950 fu insignito della laura honoris causa in Architettura di Buenos Aires. Seguiranno quelle di Edimburgo e Monaco (1960), Varsavia (1961), Harvard e Dartmouth College (1962), Praga (1966), Londra (1969).

La chiesa di San Gaspare del Bufalo a Roma uno degli ultimi lavori di Nervi (1982)

La costante attenzione nei confronti del rapporto tra forma e struttura, tra architettura e ingegneria, tra etica dei costi ed estetica della costruzione, contraddistinse anche la produzione dei suoi scritti e il suo impegno come docente universitario: fra il 1945 e il 1962 fu professore incaricato di Tecnica delle costruzioni e Tecnologie dei materiali della facoltà di Architettura dell'Università "La Sapienza" di Roma.
Tra il 1956 e il 1961 collaborò alla progettazione del Grattacielo Pirelli a Milano e, nello stesso periodo, alla progettazione del complesso di opere per le Olimpiadi di Roma del 1960.
Sempre del 1961 è il Palazzo del Lavoro per l'esposizione Italia 61 a Torino e la progettazione della Cartiera Burgo a Mantova. L'incarico più prestigioso per Pier Luigi Nervi fu quello conferitogli nel 1964 da papa Paolo VI per la costruzione della nuova Aula delle Udienze Pontificie in Vaticano, nota come Aula Nervi.
Muore nel 1979 a Roma all'età di 87 anni. Dopo la morte del figlio Antonio, che seguì di pochi mesi quella del padre, lo studio Nervi chiuse l'attività, dopo aver completato tra il 1980 e il 1981 gli ultimi progetti.

## Filosofia operativa
Il filo conduttore di tutta l'opera di Nervi è la staticità. Egli affermava: «Come sempre in tutta la mia opera progettistica ho constatato che i suggerimenti statici interpretati e definiti con paziente opera di ricerca e di proporzionamento sono le più efficaci fonti di ispirazione architettonica. Per me questa regola è assoluta e senza eccezioni».
La prima produzione di Nervi si scontrava comunque con una non perfetta gestione degli spazi, ma questo era dovuto in larga misura alla scarsa intesa con i collaboratori. A tal proposito, esempi significativi sono il grattacielo Pirelli (1955-1959), il cui progetto architettonico è di Giò Ponti (Nervi ha progettato esclusivamente le strutture in cemento armato), e il grattacielo di Place Vitoria a Montréal (1962-1966), il cui progetto architettonico è di Luigi Moretti.
Il Nervi più autentico si manifesta nelle opere più recenti, i cui progetti sono stati redatti da lui o in collaborazione con architetti di minor calibro. Ne sono esempio il Palazzetto dello Sport di Roma (1956-1957, con Annibale Vitellozzi), la cartiera Burgo a Mantova (1961-1963, con il figlio Antonio), il grattacielo di Australia Square a Sydney (1961-1967, progetto architettonico di Harry Siedler), l'Aula delle Udienze Pontificie in Vaticano (1966-1971).
Per uno spirito contemplatore la natura riserva una miriade di spunti alla creazione, ma al contempo, nell'atto della creazione e della costruzione, si rivelano i vincoli imposti dalle leggi fisiche, che limitano la creatività dell'artista. Pier Luigi Nervi ha saputo, nel corso della sua vita di costruttore, superare questi vincoli in maniera brillante, quanto determinata. Lo ha fatto con la sperimentazione e la ricerca (le sue coperture ne sono un esempio). Per Nervi l'arte non è concepibile soltanto come estetica, ma è pura funzionalità e staticità.

## Onorificenze
- 1960: Royal Gold Medal, conferita dalla Royal Institute of British Architects
- 1968: Premio Internazionale Feltrinelli per l'Architettura, conferito dall'Accademia dei Lincei.[16]

## Opere
(elenco parziale)

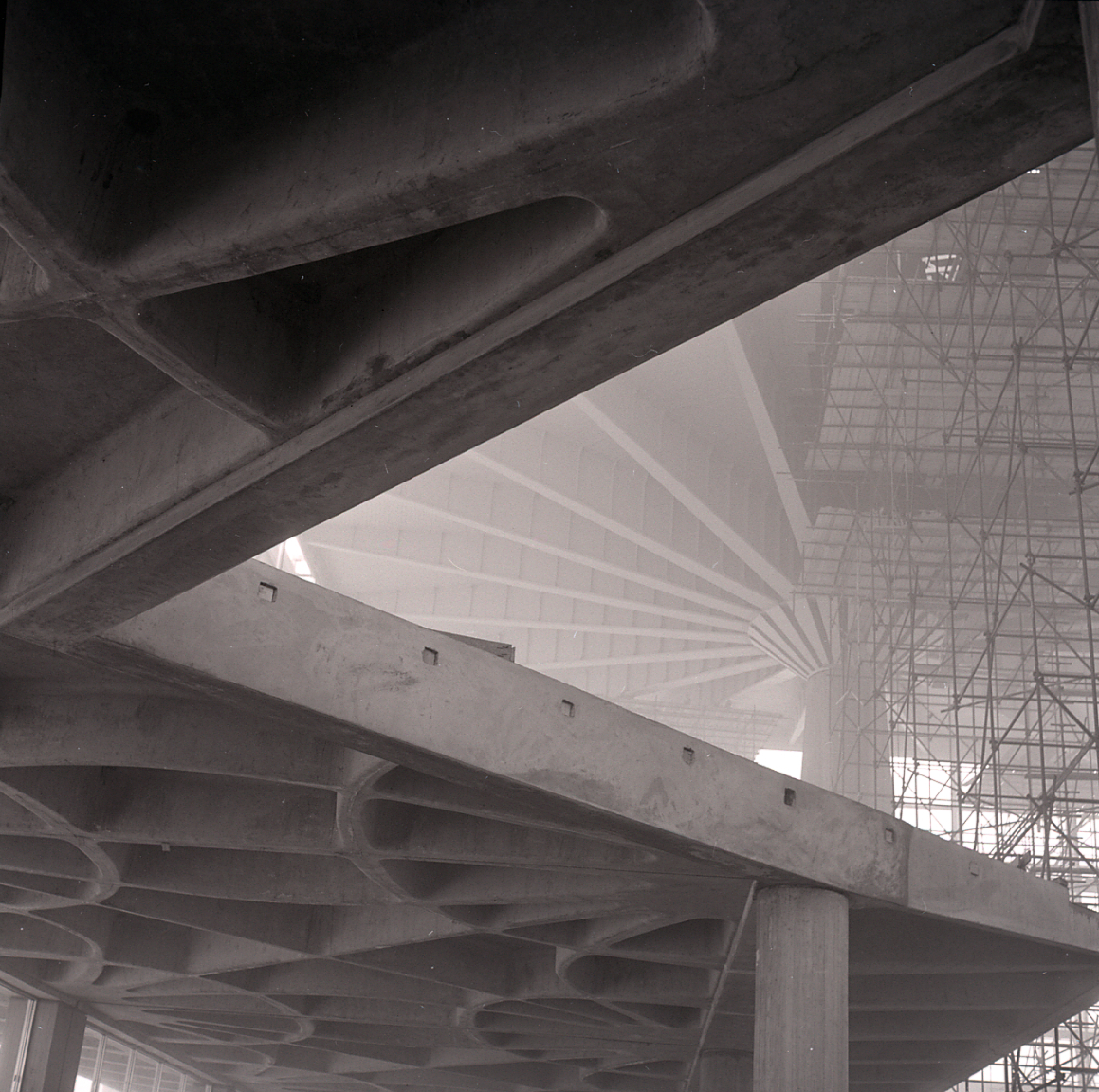
Le strutture del Palazzo del Lavoro di Torino in corso di costruzione, fotografate da Paolo Monti nel 1961.

- Ponte sul fiume Cecina, Pomarance (PI), 1920-22 (demolito nel 2001)
- Silo di stoccaggio per la Solvay, San Vincenzo, 1927-36
- Politeama Pratese, Prato, 1924-25
- Teatro Augusteo di Napoli (con Gioacchino Luigi Mellucci), 1926-29
- Stadio Comunale di Firenze (con Gioacchino Luigi Mellucci), 1930-32 (ribattezzato Stadio Artemio Franchi)
- Aviorimesse di Orvieto (TR), 1936 (abbattute durante la seconda guerra mondiale)
- Aviorimesse dell'idroscalo di Marsala (TP), 1935 (abbattute durante la seconda guerra mondiale)
- Aviorimesse dell'idroscalo di Orbetello (GR), 1942 (abbattute durante la seconda guerra mondiale)
- Aviorimesse dell'aeroporto di Pantelleria (TP), 1935 (abbattute durante la seconda guerra mondiale)
- Cisterne sotterranee nel parco della Favorita, Palermo, 1935
- Tettoia Nervi, piazza Lucio Dalla, (ex) Mercato ortofrutticolo, Bologna, 1939
- Padiglione alla Magliana, 1944-45
- Piscina dell'Accademia Navale di Livorno, 1947-49
- Complesso della Nuova Manifattura Tabacchi, Bologna, 1952
- Palazzo dell'UNESCO a Parigi (Francia), 1953-58
- Palazzina via Adolfo Venturi 24 Roma, 1950
- Stazione di Napoli Centrale (con Giuseppe Vaccaro), 1954
- Padiglione del Sale a Cagliari (Sardegna), 1955-58
- Grattacielo Pirelli di Milano (progetto architettonico di Gio Ponti), 1955-59
- Palazzetto dello Sport di Roma (progetto architettonico di Annibale Vitellozzi), 1956-57
- Sede della Società Galbani a Milano (progetto architettonico di Eugenio ed Ermenegildo Soncini), 1956-59[17]
- Aeroporto internazionale Leonardo da Vinci Roma-Fiumicino, 1957
- Stadio Flaminio di Roma (progetto architettonico di Antonio Nervi), 1957-59
- Palazzo dello Sport di Roma (progetto architettonico di Marcello Piacentini), 1957-59
- Viadotto di Corso Francia a Roma (con Luigi Moretti), 1958-60
- Palazzo del Lavoro di Torino, 1959-60
- Stazione F.S. di Savona, 1960-62
- Stazione degli autobus di New York (Stati Uniti), 1960-62
- Palazzetto dello Sport di Torino (progetto architettonico di Annibale Vitellozzi), 1961
- Padiglione del Sale delle Saline di Volterra, 1962
- Ponte Risorgimento a Verona, 1961-63
- Cartiera Burgo a Mantova, 1961-64
- Palazzo Comunale a Serravalle di Chienti (Macerata), 1966
- Autogrill di Limena (Padova), 1967
- Australian Square a Sydney (Australia), 1961-67
- Torre della Borsa di Montréal (Canada, progetto architettonico di Luigi Moretti), 1963-64
- Piscina Comunale, via Mincio 13 Milano, 1964
- Aula delle udienze pontificie in Vaticano, 1966-71
- Palazzo Nervi-Scattolin a Venezia (con Angelo Scattolin), 1972
- Palazzo dell'Ambasciata d'Italia a Brasilia (Brasile), 1976
- Chiesa di San Gaspare del Bufalo a Roma, 1976-1981
- Torre Nervi a Reggio Calabria, 1978
- Biblioteca civica di Verona (inaugurata nel 1980)
- Padiglione del sale delle saline di margherita di savoia

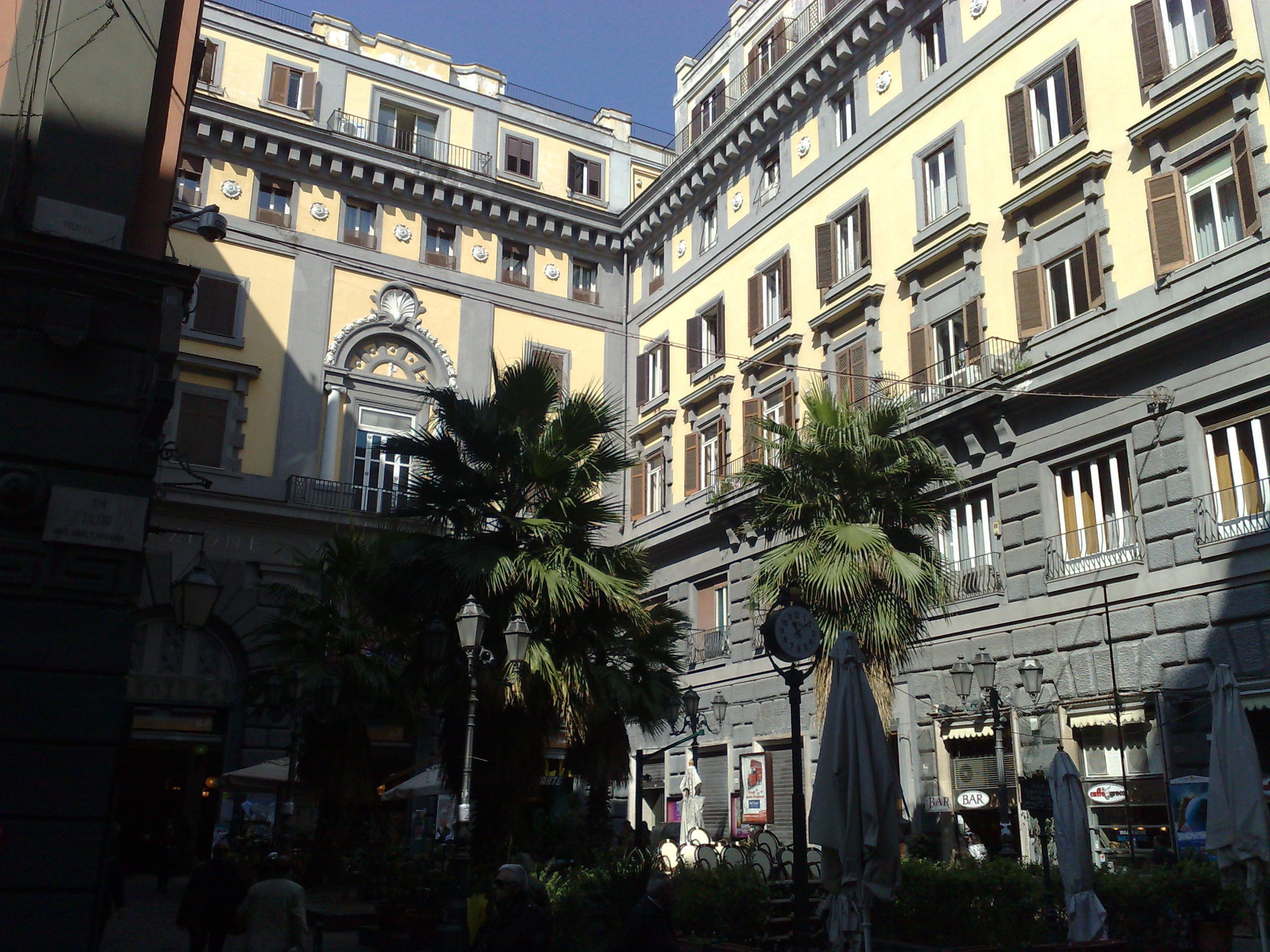
Teatro Augusteo di Napoli (1927)
Stadio Comunale di Firenze, particolare (1932)
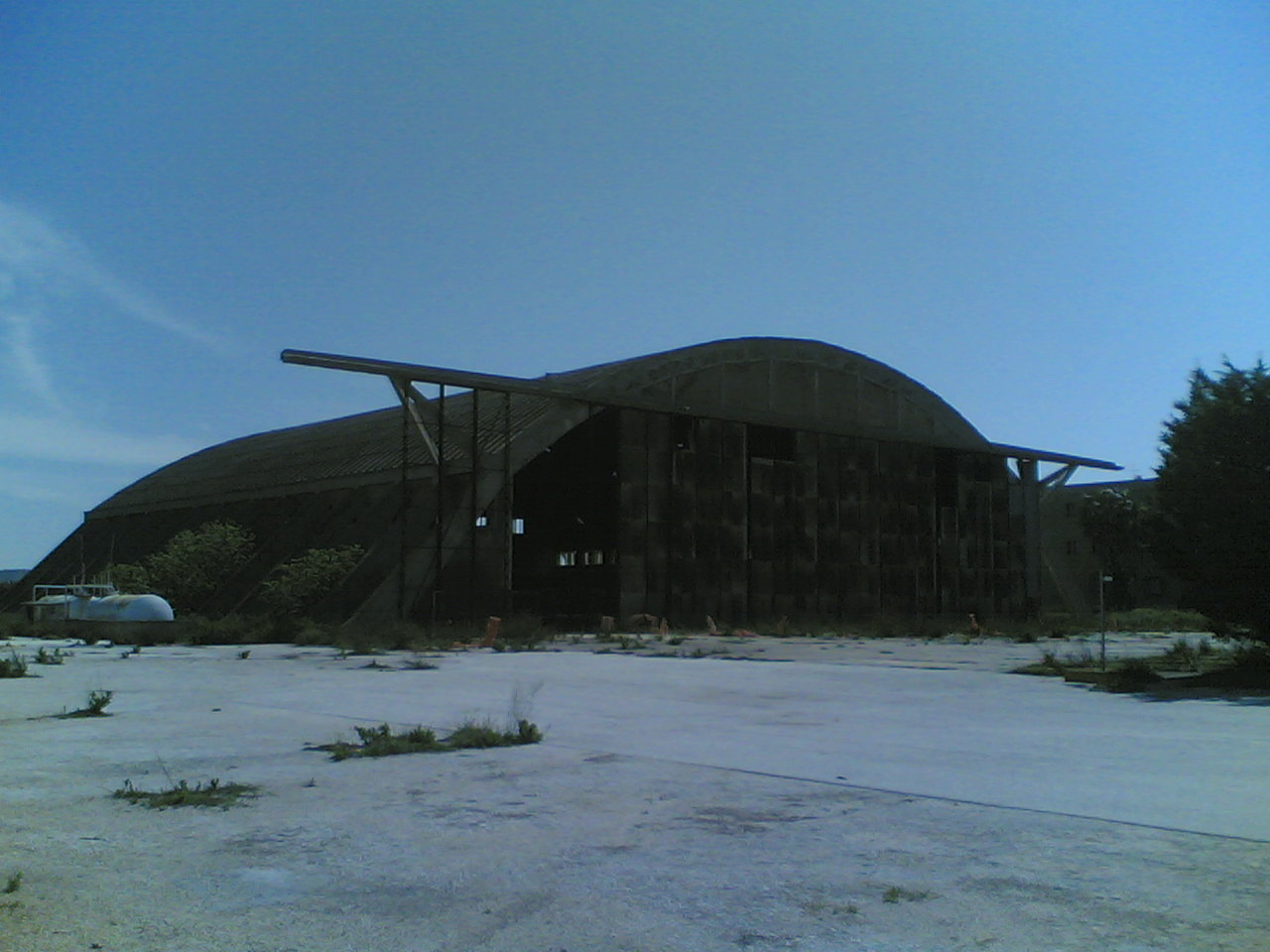
Hangar Nervi all'idroscalo di Marsala (1935)
Palazzetto dello Sport di Roma (1958)
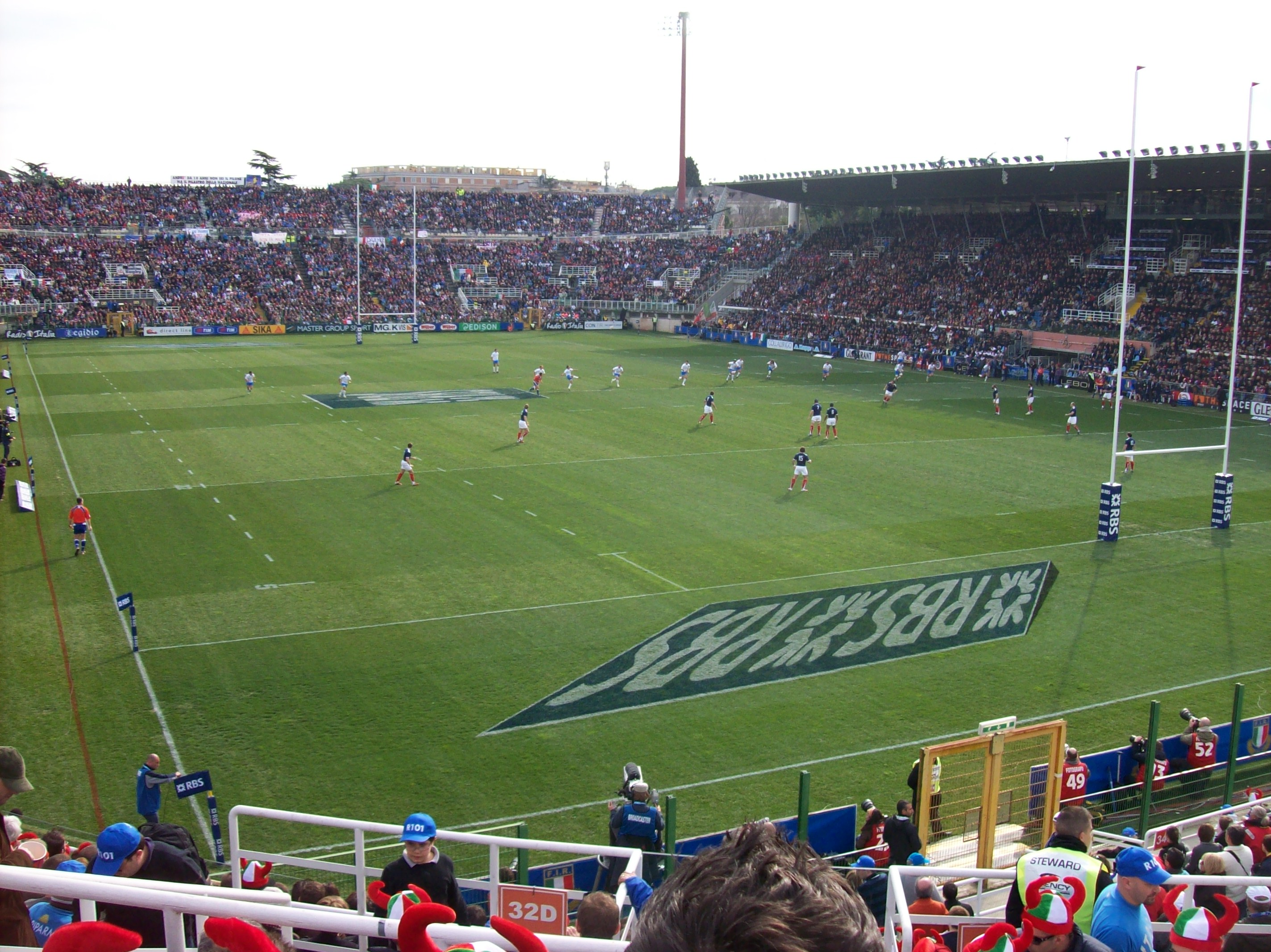
Stadio Flaminio di Roma (1959)
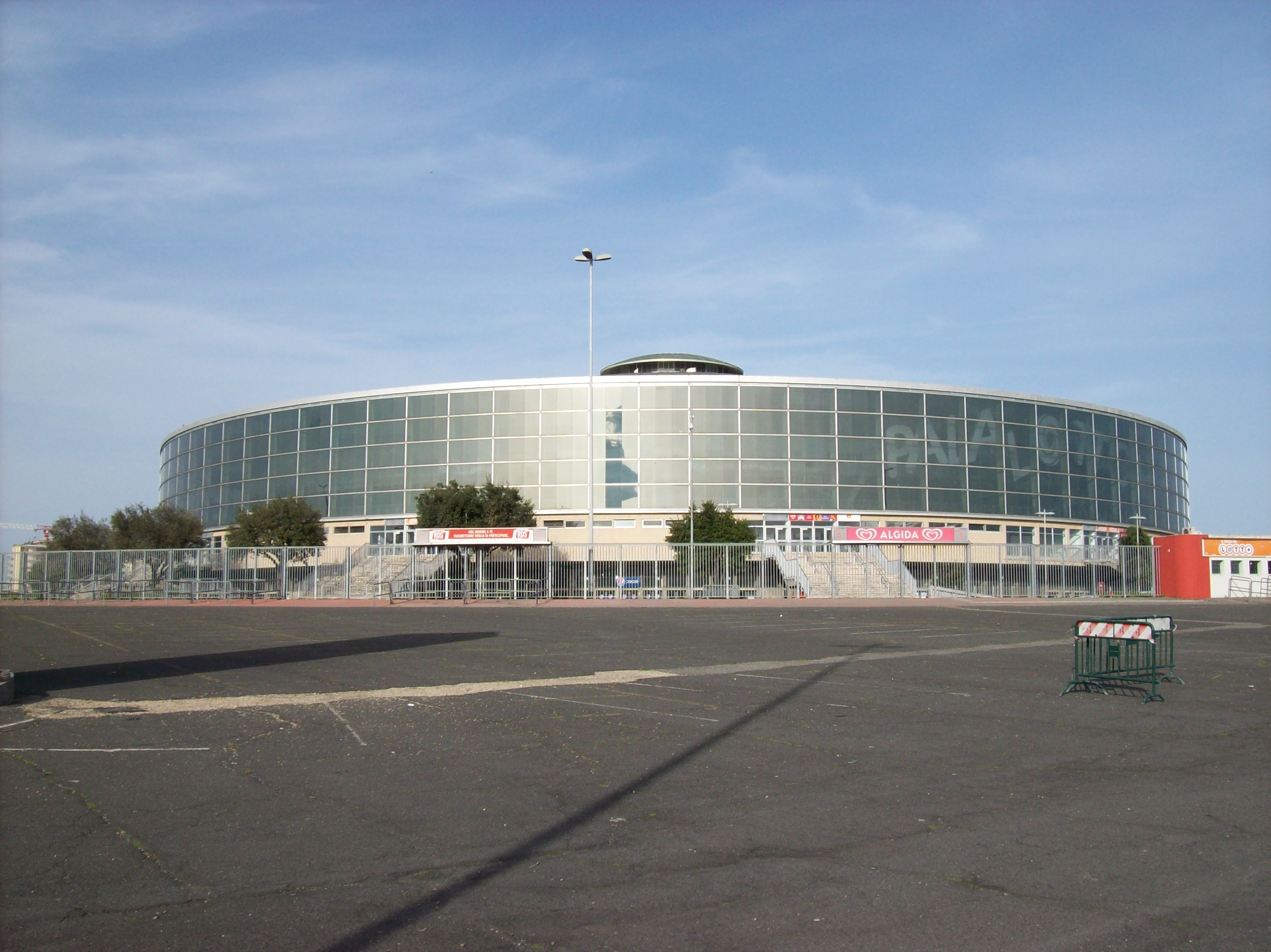
Palazzo dello Sport di Roma (1959)
Ponte del Risorgimento a Verona (1961)
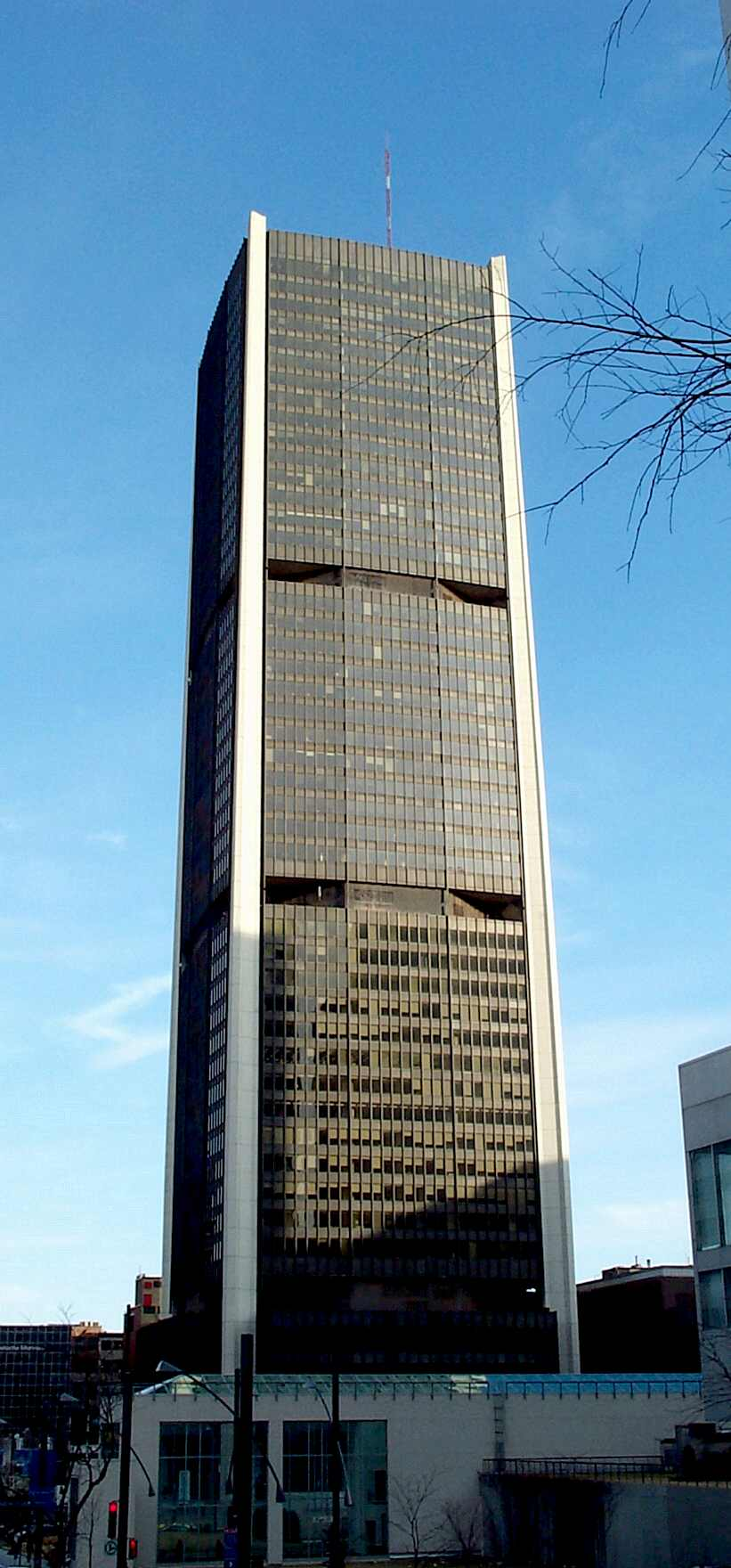
Torre della Borsa di Montréal (1963)
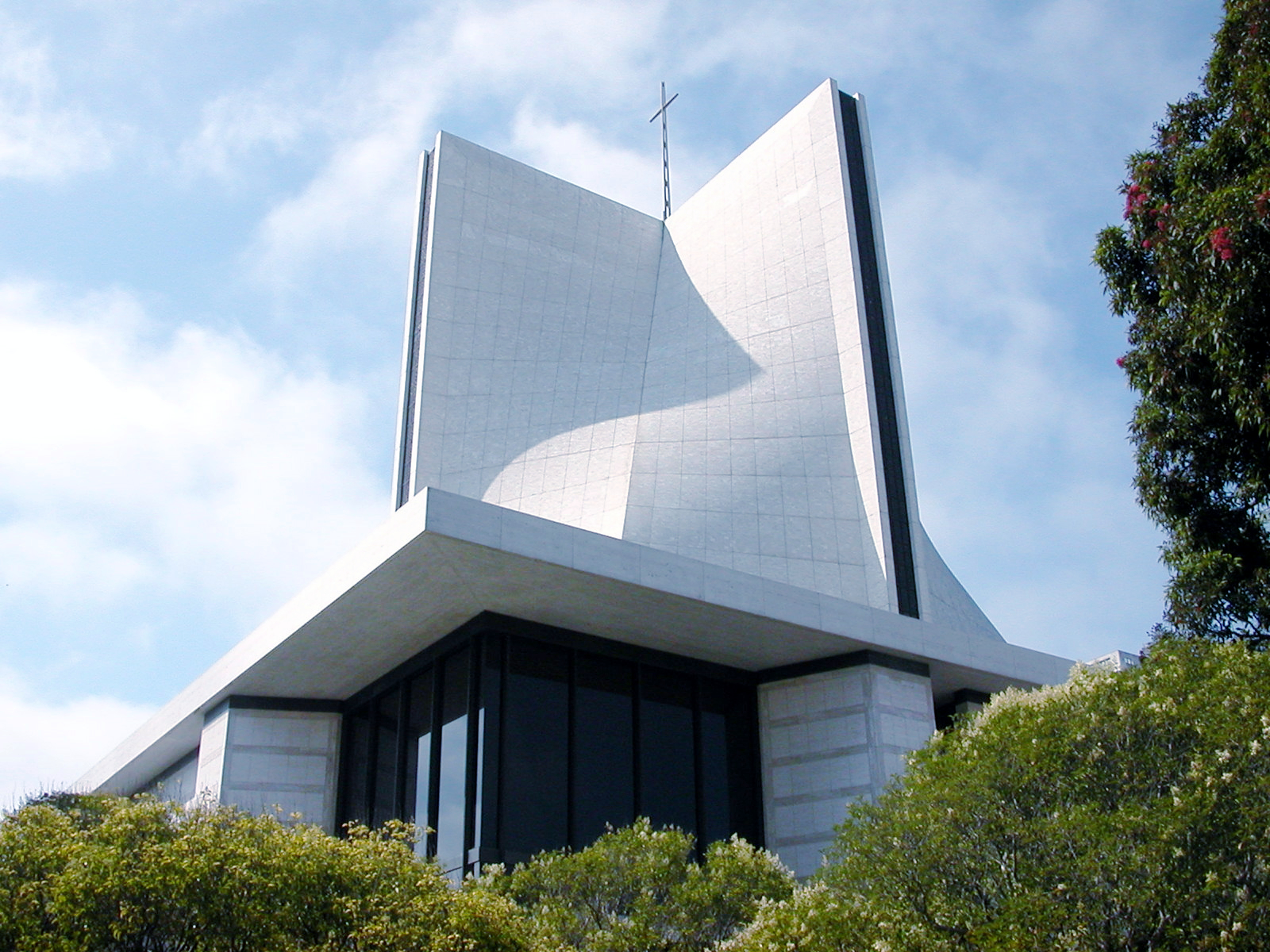
Cattedrale di St Mary a San Francisco (1971)

## Scritti
- Pier Luigi Nervi. Scienza o arte del costruire? Caratteristiche e possibilità del cemento armato. Roma, Edizioni della Bussola, 1945.
- Pier Luigi Nervi. El lenguaje arquitectonico. Buenos Aires, Est. Graf. Platt SAC e I., 1951.
- Giovanni Michelucci (a cura di). Architettura d'oggi: Testi e riproduzioni di Pier Luigi Nervi, Luigi Cosenza, Franco Marescotti, Gino Levi-Montalcini, Ludovico Quaroni, Giovanni Astengo. Firenze, Vallecchi, 1955.
- Pier Luigi Nervi. Costruire correttamente: caratteristiche e possibilità delle strutture cementizie armate. Milano, Hoepli, 1955.
- Pier Luigi Nervi. Aesthetics and technology in building: Charles Eliot Norton lectures, 1961-1962. traduzione Robert Einaudi, Cambridge, MA, Harvard University press, 1965.
- Pier Luigi Nervi. Nuove strutture. Milano, Edizioni di Comunità, 1963.
- Pier Luigi Nervi. È già iniziato l'immutabile stile del futuro?. Roma, Tip. della Pace, 1963.

## Archivio e biblioteca personale
L'archivio è conservato in più sedi. Presso la sede di Architettura della Biblioteca di Scienze Tecnologiche, Università degli Studi di Firenze è presente un fondo iconografico di circa 5000 tra negativi e lastre fotografiche di vari formati, che documenta la maggior parte dei progetti di Nervi, soprattutto l'attività meno conosciuta della sua impresa di costruzioni "Società Ingg. Nervi e Bartoli". Al MAXXI è conservata la corrispondenza, oltre alla documentazione relativa ai progetti e alle attività scientifiche e didattiche. Alla documentazione archivistica è aggregata la biblioteca dello studio. Si trovano allo CSAC disegni e fotografie di progetti realizzati dal 1920 alla fine degli anni Settanta.